# Darut Changplook
Darut Changplook (thai: ดารัตน์ ช่างปลูก), född 3 februari 1988, är en thailändsk fotbollsspelare.
Hon spelar som försvarare i det thailändska landslaget och för klubblaget North Bangkok University FC.